# Cuivré commun
Lycaena phlaeas · Bronzé
Espèce
Le Cuivré commun ou Bronzé (Lycaena phlaeas) est une espèce d'insectes lépidoptères (papillons) de la famille des Lycaenidae et de la sous-famille des Lycaeninae.

## Noms vernaculaires
- En français : le Cuivré commun, le Bronzé, l'Argus bronzé[1] ; pour les populations nord-américaines : le Cuivré d'Amérique[2].
- En anglais : Small Copper, Common Copper, American Copper.
- En allemand : Kleiner Feuerfalter.
- En néerlandais : Kleine vuurvlinder.

## Description

### Imago
Le Cuivré commun est un petit papillon d'une envergure de 3,5 à 4,5 cm qui présente une certaine variabilité en fonction des générations et des sous-espèces. Le dessus des ailes antérieures est cuivre, plus ou moins suffusé de marron alors que les ailes postérieures sont marron bordées d'une large bande cuivre.
Le revers de l'aile antérieure est orange orné de points noirs cerclés de blanc et bordé de beige alors que le revers des ailes postérieures est beige à marron clair suivant les sous-espèces.
Une queue en n'est plus ou moins visible.

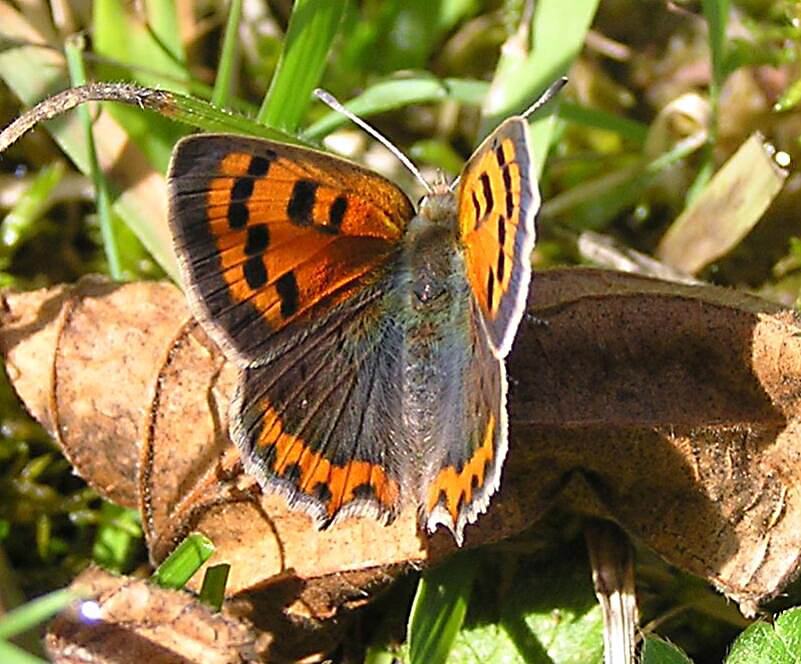
Cuivré commun face dorsale
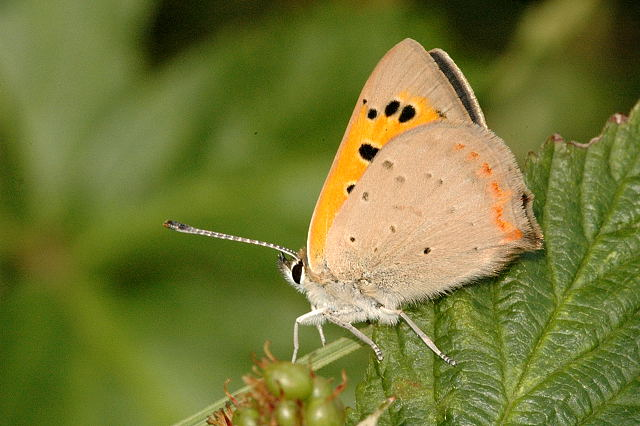
Lycaena phlaeas face ventrale
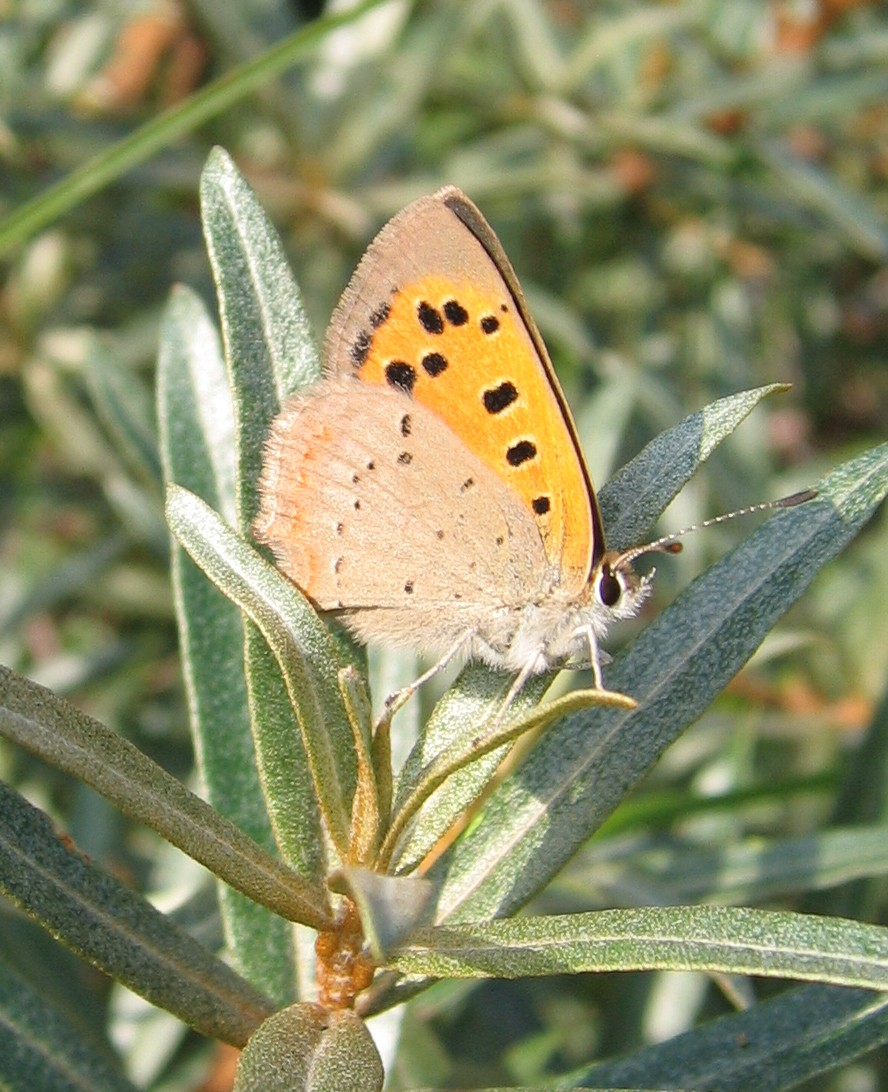
Lycaena phlaeas femelle
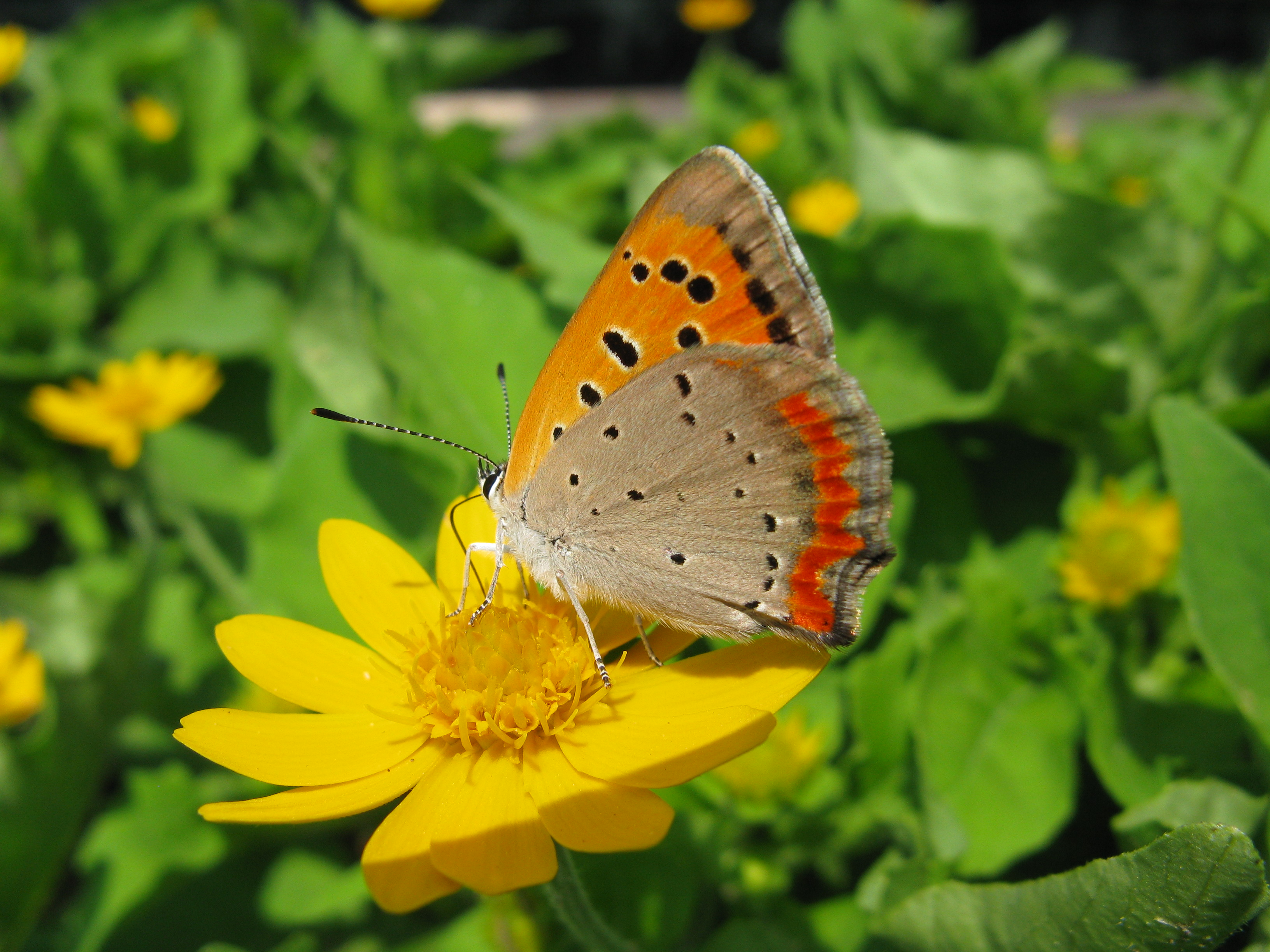
Lycaena phlaeas daimio
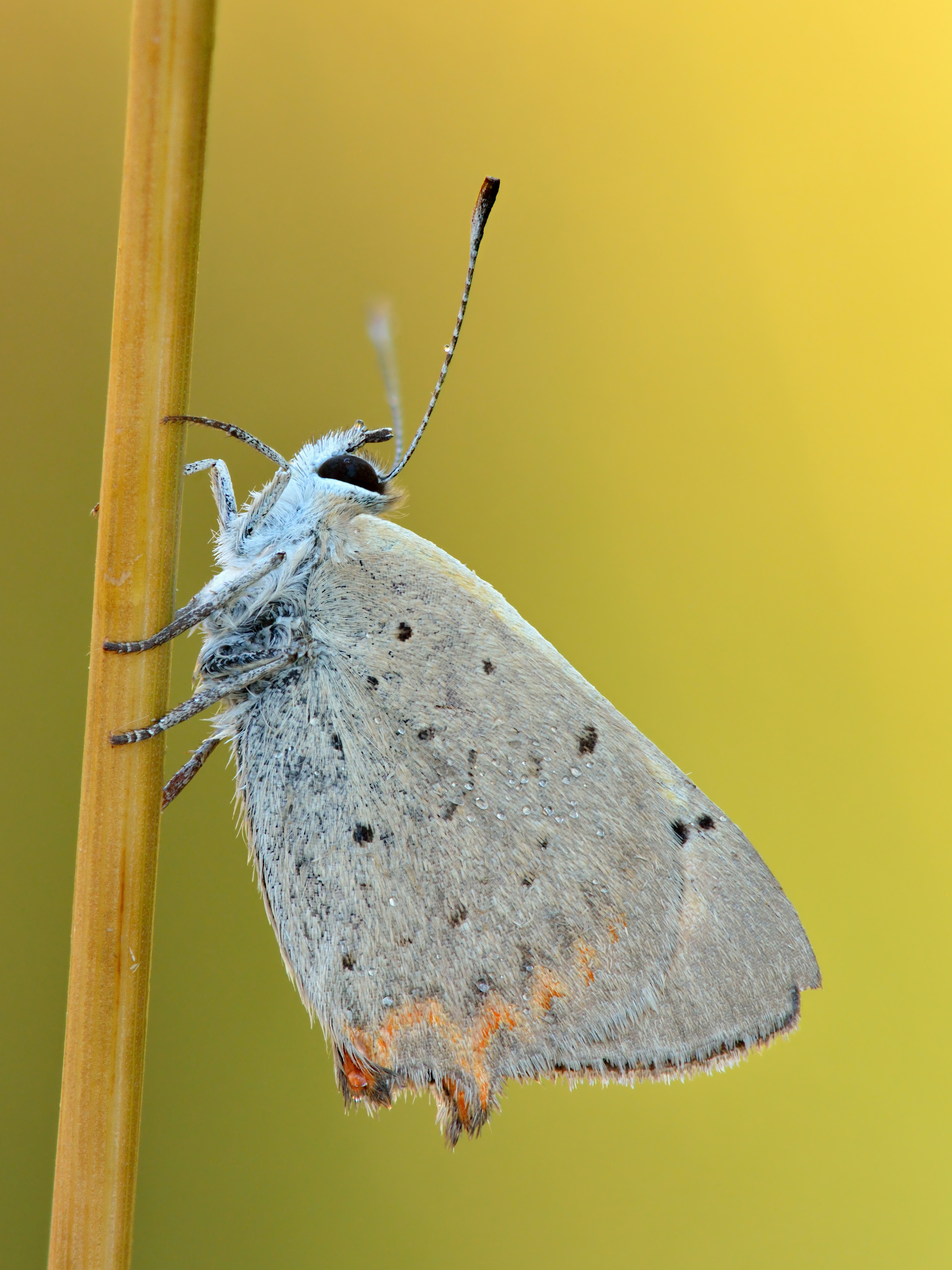
Cuivré commun. Aout 2021.

#### Espèces ressemblantes
Les femelles de certains autres Cuivrés, comme Lycaena tityrus ou L. dispar, peuvent lui ressembler sur leur face supérieure.

### Chenille
La chenille, petite et trapue, possède une tête rétractile marron vert et un corps vert  avec une bande dorsale et une paire de bandes latérales d'une couleur variant du pourpre au rose.

### Chrysalide
La chrysalide est beige, ornée de points marron.

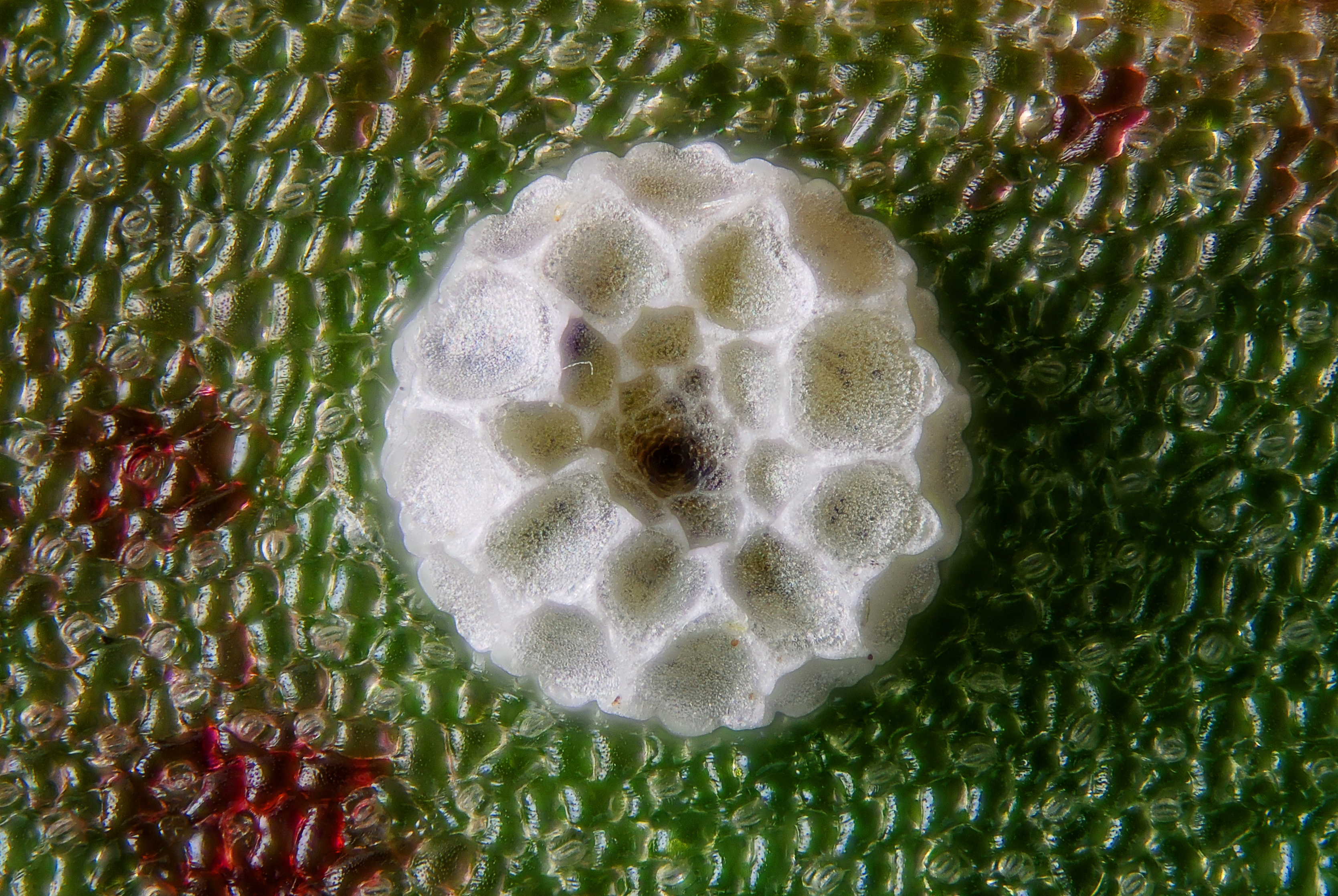
Œuf de Lycaena phlaeas
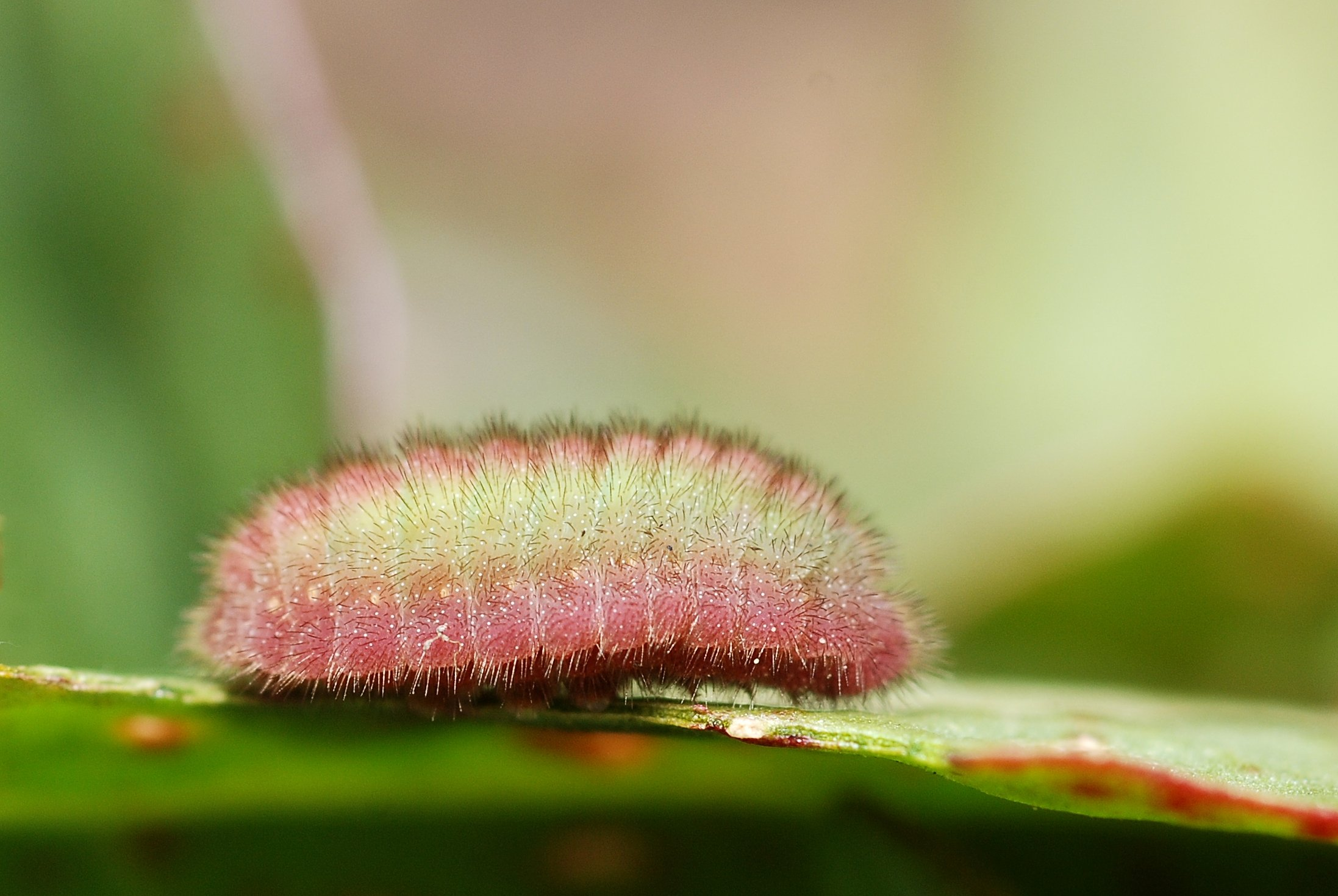
Chenille de Lycaena phlaeas

## Biologie

### Période de vol et hivernage
Suivant les lieux dans son aire de répartition, il vole en deux ou trois générations de mai à octobre ou de février à octobre, et même toute l'année en plusieurs générations aux îles Canaries.
Il hiverne à l'état de jeune chenille.

### Plantes hôtes
Ses plantes hôtes sont des Rumex (ou oseilles sauvages) : Rumex longifolius (patience à longues feuilles), Rumex crispus (oseille crépue) et Rumex acetosa (oseille commune).

## Répartition et habitat
Répartition
Le cuivré commun est présent dans toutes les régions tempérées de l'hémisphère nord Europe, Asie tempérée, Japon, de l'Afrique du Nord jusqu'au Kenya. Il est aussi présent en Amérique du Nord,.
Il est présent dans tous les départements de France métropolitaine.
Habitat
C'est un lépidoptère qui aime les friches.

## Systématique
L'espèce Lycaena phlaeas a été décrite par le naturaliste suédois Carl von Linné en 1761, sous le nom initial de Papilio phlaeas. La localité type est la Suède.

### Synonymes
- Papilio phlaeas Linnaeus, 1753 Protonyme
- Papilio virgaureae Scopoli, 1763[8]
- Papilio timeus Cramer, 1777 [9]
- Lycaena phlaeas aestivus Zeller, 1847[10]

### Liste des sous-espèces
- Lycaena phlaeas phlaeas

Synonymie pour cette sous-espèce
Hesperia eleus Fabricius, 1798
Lycaena phlaeas f. caerulopunctata Rühl, 1895
Chrysophanus phlaeas ab. oberthuri Blachier, 1908
- Lycaena phlaeas abbottii (Holland, 1892) présent au Kenya et en Tanzanie.
- Lycaena phlaeas americana Harris, 1862 ;
- Lycaena phlaeas arctodon Ferris, 1977 ;
- Lycaena phlaeas arethusa (Wolley-Dod, 1907).
- Lycaena phlaeas chinensis (Felder, 1862).
- Lycaena phlaeas coccinea (Ford)
- Lycaena phlaeas comedarum (Grum-Grshimailo, 1890) présent en Inde.
- Lycaena phlaeas daimio (Seitz, [1909]) aux iles Kuriles
- Lycaena phlaeas eleus dans les îles Britanniques[14]
- Lycaena phlaeas ethiopica (Poulton, 1922) présent en Ouganda.
- Lycaena phlaeas feildeni (McLachlan, 1878)
- Lycaena phlaeas flavens (Ford)
- Lycaena phlaeas hibernica en Irlande.
- Lycaena phlaeas hypophlaeas (Boisduval, 1852) présent en Sibérie et dans l'Altaï.
- Lycaena phlaeas kamtschatica (P. Gorbunov, 1994)
- Lycaena phlaeas oxiana (Grum-Grshimailo, 1890).
- Lycaena phlaeas phlaeoides Staudinger, 1901 ; à Madère.
- Lycaena phlaeas polaris (Courvoisier, 1911) en Laponie norvégienne, Oural.
- Lycaena phlaeas pseudophlaeas (Lucas, 1866) présent en Éthiopie.
- Lycaena phlaeas shima (Gabriel, 1954) présent en Arabie.
- Lycaena phlaeas stygiana (Butler, 1880) présent en Inde[15].

## Protection
Pas de statut de protection particulier.